# 馬他倫

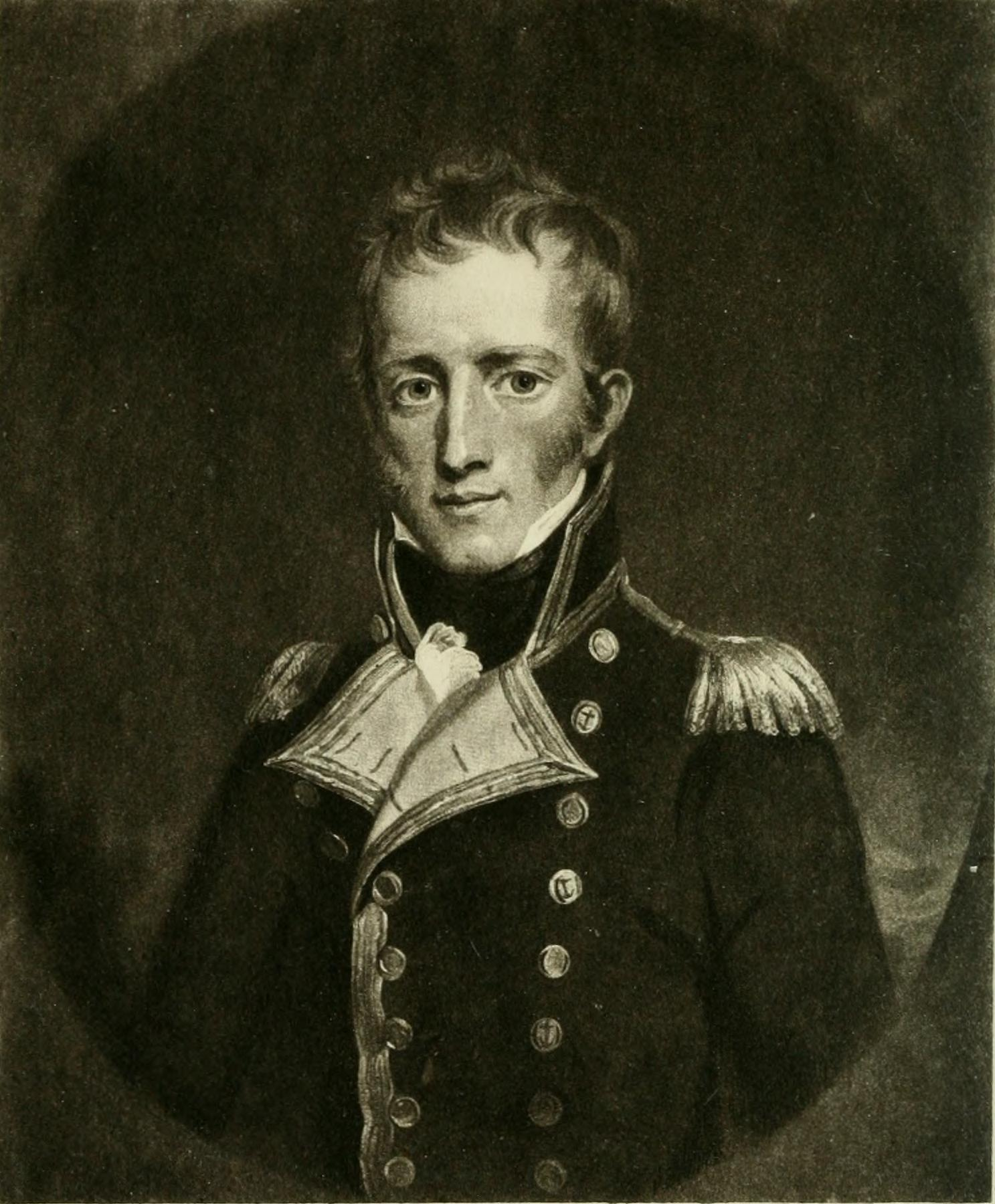
馬他倫

馬他倫爵士，KCB（英語：Frederick Lewis Maitland；1777年9月7日—1839年11月30日）英國皇家海軍少將，曾參與法國大革命和拿破崙戰爭，以1815年7月15日在貝列羅凡號接受拿破崙·波拿巴投降著名。1837年任東印度及中國艦隊司令，1838年7月12日率艦攜眷來華，要求廣東水師提督關天培代遞公文，因未用對上的「稟」字被拒，他10月5日率艦離華。